# Jack Charlton
Jack Charlton, właśc. John Jack Charlton (ur. 8 maja 1935 w Ashington, zm. 10 lipca 2020 w Northumberland) – angielski piłkarz i trener piłkarski. Mistrz świata z 1966, uczestnik MŚ 70. Starszy brat Bobby’ego Charltona.
W 1952 podpisał zawodowy kontrakt z Leeds United i barw tego klubu bronił przez całą karierę, do 1972. W tym czasie rozegrał 773 spotkania i zdobył mistrzostwo Anglii (1969), Puchar Anglii (1972) oraz dwukrotnie Puchar Miast Targowych (1968 i 1971).
W reprezentacji Anglii debiutował już po trzydziestych urodzinach, 4 października 1965 w meczu ze Szkocją na Wembley. W kadrze rozegrał 35 spotkań, w czasie MŚ 66 był podstawowym stoperem zwycięskiej drużyny. Ostatni mecz (z Czechosłowacją) w reprezentacyjnej koszulce rozegrał podczas MŚ 70.
Po zakończeniu kariery piłkarskiej został trenerem. Prowadził, bez większego powodzenia, Middlesbrough F.C., Sheffield Wednesday i Newcastle United. W 1977 starał się o posadę selekcjonera reprezentacji Anglii. Pracował również jako komentator telewizyjny.
W 1986 został trenerem reprezentacji Irlandii. Pod jego wodzą Irlandczycy z Dublina po raz pierwszy w historii awansowali do finałów wielkiej imprezy – ME 88. Podczas niemieckiego turnieju nie wyszli co prawda z grupy, ale pokonali Anglię 1:0, co w ojczyźnie piłkarzy przyjęto z wielkim entuzjazmem. Charltonowi udało się także awansować z prowadzoną przez niego reprezentacją do MŚ 1990 i MŚ 1994. Odszedł po nieudanych eliminacjach do ME 96.
Zmarł w wieku 85 lat.